# Gönül Özgül
Gönül Özgül (* 1947 in der Türkei) ist eine türkische Autorin in Deutschland.
Özgül lebt seit 1973 in Deutschland und hat ab 1998 Romane, Erzählungen und Jugendbücher veröffentlicht. Ihre Reihe um die Jugendbuchheldin „Lise“ wurde 2003 durch den Deutschtürkensender Euro D verfilmt.

## Werke

### Romane
- Yetmiş Altıncı Kış (1998)
- Güz Yağmurları (2006)

### Erzählungen
- Geminin En Altındaki (1991)

### Jugendbücher
- Lise Defterleri (1995)
- Dereiçi Sokağı (1996)
- Lise Defterlerinden Sonra Mürekkepsiz Kalemler (1997)
- Sevdalıydın (1999)
- Lise Defterlerine Veda (2000)
- En Kötü Anneyi Bile
- Ararsınız (2002)
- Menekşe (2003)